# Dreambox

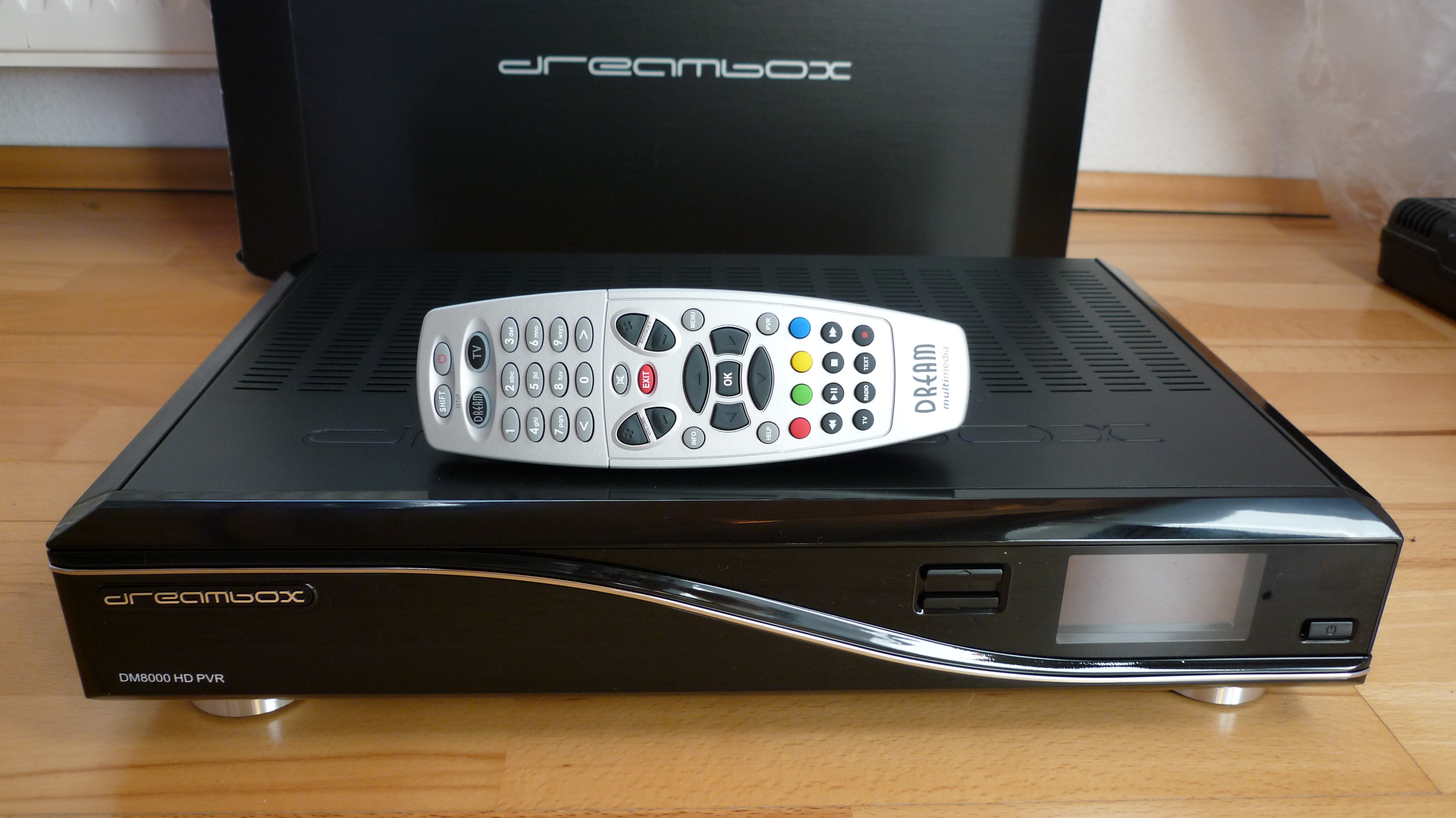
Dreambox DM 8000 HD PVR

Dreambox — серия ресиверов, от немецкой компании Dream Multimedia GmbH. Основа платформы - специализированная Linux-система. Ключевая особенность - поддержка стандартов для спутникового (DVB-S/S2), эфирного (DVB-T/T2) и кабельного (DVB-C) цифрового телевидения. Особенности - открытая программная архитектура, возможность установки сторонних прошивок, поддержка IPTV и OTT-сервисов, интеграция с мультимедийными серверами.

## История
Программное обеспечение на базе  Linux, используемое для Dreambox было первоначально разработано для ресивера Dbox2. Марка Dbox2 была разработана компанией KirchMedia для просмотра телевизионных услуг, предостовляемых этой компанией. Из-за банкротства KirchMedia на рынке ресиверов появилось огромное количество непроданных устройств, что и привлекло энтузиастов.
В Dreambox используется базовая конструкция DBox2, включая порт Ethernet и процессор PowerPC. Все устройства Dream Multimedia используют собственный слот СА (Conditional Access), эмулируя модуль условного доступа (М. У. Д.), в отличие от альтернативных ресиверов, использующих систему СА, работающих исключительно при наличии М. У. Д.
Встроенный Интернет интерфейс дает компьютерам в сети доступ к записи на внутренних жестких дисках, на некоторых моделях Dreambox. Он также позволяет приёмнику хранить и записывать цифровые копии потоков DVB MPEG или транслировать их как IPTV к VideoLAN и XBMC Media Center клиентов. В отличие от многих других ресиверов (PVR) на базе компьютерной системы (PC), которые используют карты условного доступа для ресивера DVB, Dreambox позволяет принимать и хранить зашифрованные данные.
В 2007 году DREAM MULTIMEDIA также представили единственную модель на сегодняшний день основанную не на ОС Linux, но по-прежнему имеющую Ethernet порт — ресивер DM100. Он имеет USB-B порт вместо RS232, или mini-USB разъем, присущий другим моделям.
В отличие от всех других моделей Dreambox, он имеет процессор (CPU) STMicroelectronics вместо PowerPC или MIPS.

## Модели DreamBox

### Таблица
| DM                       | 56x0         | 7000       | 7020                   | 7025(+)     | 500(+)     | 100        | 600 PVR                | 800HD         | 8000                          | 500HD   | 800HD se          | 7020HD                                           |
| ------------------------ | ------------ | ---------- | ---------------------- | ----------- | ---------- | ---------- | ---------------------- | ------------- | ----------------------------- | ------- | ----------------- | ------------------------------------------------ |
| Продукция                | Не произв.   | Не произв. | Не произв.             | Произв.     | Не произв. | Не произв. | Не произв.             | Не произв.    | Не произв.                    | Произв. | Произв.           | Произв.                                          |
| Жизненный цикл           | 2003-?       | 2003-?     | 2005-?                 | 2006-       | 2006-      | 2007-?     | 2007-?                 | 2008-2012     | 2009-2012                     | 2010-   | 2010-             | 2011-                                            |
| SoC                      | STB04500     | STB04500   | STB04500               | Xilleon 226 | STBx25xx   | ST5100     | STBx25xx               | BCM7401       | BCM7400                       | BCM7405 | BCM7405           | BCM7405                                          |
| Тип CPU                  | PPC          | PPC        | PPC                    | MIPS        | PPC        | RISC       | PPC                    | MIPS          | MIPS                          | MIPS    | MIPS              | MIPS                                             |
| Частота CPU (MHz)        | 252          | 252        | 252                    | 300         | 252        | 243        | 252                    | 300           | 400                           | 400     | 400               | 400                                              |
| ОЗУ-RAM (MiB)            | 64           | 64         | 64                     | 128         | 32 (96)    | 64         | 96                     | 256           | 256                           | 256     | 256               | 512                                              |
| Flash (MiB)              | 8            | 8          | 32                     | 32          | 8 (32)     | 32         | 32                     | 64            | 128                           | 64      | 64                | 1024                                             |
| Тип Flash                | NOR          | NOR        | NAND                   | NAND        | NOR (NAND) | NOR        | NAND                   | NAND          | NAND                          | NAND    | NAND              | NAND                                             |
| Стандартная ОС (OS)      | Enigma1      | Enigma1    | Enigma1 Enigma2 (beta) | Enigma2     | Enigma1    | ST OS      | Enigma1 Enigma2 (beta) | Enigma2       | Enigma2                       | Enigma2 | Enigma2           | Enigma2                                          |
| DVB                      | 1 × S        | 1 × S      | 1 × S                  | 2 × S/C/T   | 1 × S/C/T  | 1 × S      | 1 × S/C/T              | S+S2/C/T      | 2 × S+S2 (2 × S/C/T optional) | 1 × S2  | 1 × S/C/T         | 1 × S2, 1 x C+T (in total 2x DVB-S/C/T optional) |
| Возможность HDTV         | Нет          | Нет        | Нет                    | Нет         | Нет        | Нет        | Нет                    | Да            | Да                            | Да      | Да                | Да                                               |
| Common Interface         | 2            | 1          | 1                      | 1           | 0          | 0          | 0                      | 0             | 4                             | 0       | 0                 | 2                                                |
| CompactFlash             | 0            | 1          | 1                      | 1           | 0          | 0          | 0                      | 0             | Да                            | 0       | 0                 | 0                                                |
| кол-во Smart card слотов | 1            | 2          | 2                      | 2           | 1          | 1          | 1                      | 1             | 2                             | 1       | 2                 | 2                                                |
| Количество USB портов    | Нет          | 1 x 1.1    | 1 x 1.1                | 1 x 1.1     | Нет        | Нет        | Нет                    | 2 x 2.0       | 3 x 2.0                       | Нет     | 2 x 2.0           | 3 x 2.0                                          |
| Service                  | Нет          | RS232      | RS232                  | RS232       | RS232      | USB-B      | RS232                  | RS232         | RS232                         | MiniUSB | MiniUSB           | MiniUSB                                          |
| LAN (Mbit/s)             | 100 (DM5620) | 100        | 100                    | 100         | 100        | 100        | 100                    | 100           | 100                           | 100     | 100               | 10/100                                           |
| HDD                      | Нет          | 3.5 in     | 3.5 in                 | 3.5 in      | Нет        | Нет        | 2.5 in                 | 2.5 in, eSATA | 3.5 in and DVD                | eSATA   | 2.5 in, eSATA     | 3.5 in + eSATA                                   |
| ATA                      | Нет          | parallel   | parallel               | parallel    | Нет        | Нет        | parallel               | serial        | serial                        | serial  | serial            | serial                                           |
| RF mod.                  | Да           | Нет        | Да                     | Да          | Нет        | Нет        | Нет                    | Нет           | Нет                           | Нет     | Нет               | Нет                                              |
| SCART                    | 2            | 2          | 2                      | 2           | 1          | 1          | 1                      | 1             | 2                             | 1       | 1                 | 1                                                |
| HDMI / HDCP              | 0 / -        | 0 / -      | 0 / -                  | 0 / -       | 0 / -      | 0 / -      | 0 / -                  | 0 / -         | 0 / -                         | 1 / -   | 1 / -             | 1 / -                                            |
| DVI                      | 0            | 0          | 0                      | 0           | 0          | 0          | 0                      | 1**           | 1**                           | 0       | 0                 | 0                                                |
| Дисплей                  | LCD          | LCD        | LCD                    | OLED        | Нет        | Нет        | Нет                    | OLED          | OLED                          | Нет     | multi-colour OLED | OLED                                             |
| LNB pass-thru            | Да           | Да         | Да                     | Да          | Да         | Да         | Да                     | Да            | Нет                           | Нет     | Нет               | Нет                                              |
| S/PDIF Optical           | Да           | Нет        | Нет                    | Да          | Нет        | Нет        | Да                     | Да            | Да +RCA                       | Да      | Да                | Да                                               |
| Наличие Модема           | Нет          | Нет        | Нет                    | Нет         | Нет        | Нет        | Да                     | Да            | Да                            | Да      | Да                | Да                                               |
| Остальные разъёмы        |              |            |                        |             |            | S-Video    | S-Video                |               | Component, S-Video            |         |                   |                                                  |

- **HDMI via DVI to HDMI adapter.

Существовало несколько доступных моделей Dreambox. Для различия использовались суффиксы -S для спутникового телевидения, — T для эфирного и — C для кабельного:

### DM 7000
DM 7000 основан на контроллере IBM STB04500, работающем на базе процессорной подсистемы PowerPC и обеспечивающем аппаратное декодирование видео в формате MPEG. Он имеет 64 мб оперативной памяти; 8 Мб флэш-памяти nor (непосредственно исполняемый файл); общий интерфейсный разъем (позволяющий считывать M. U. d); два устройства для чтения смарт-карт; устройство для чтения компактных флэш-карт; один USB-порт версии 1.1 и интерфейс IDE (также известный как PATA) для подключения внутренних 3.5- жесткие диски для преобразования приемника в цифровое записывающее устройство. Напряжение питания составляет всего 230 В переменного тока.
Поскольку загрузчик находится во флэш-памяти, в данной модели может потребоваться использование jtag на случай сбоя приемника, который случается в редких случаях.

### DM 5600, DM 5620
Существуют модели dm 5600 и DM 5620, единственным отличием которых является наличие интернет-порта в DM 5620. С другой стороны, модели dm 56X0 были упрощенной версией DM 7000 без интерфейса IDE. Однако они оснащены радиочастотным модулятором, который позволяет использовать их для старых телевизоров, в которых отсутствует разъем SCART.

### DM 500, DM 500+, DM500HD
dm500 является преемником DM5620, который основан на встроенном контроллере цифрового телевидения IBM STBx25xx, работающем на базе процессорной подсистемы PowerPC с частотой 252 МГц, поддерживающей видеостандарт mpeg-2 и интерфейс смарт-карты. DM500 содержит 32 МБ оперативной и 8 МБ флэш-памяти nor, из которых 5 МБ используется для чтения встроенного ПО (с файловыми системами CramFS и squash), 256 КБ на загрузчик, а остальное хранится в записи jffs2 файловой системы.
Он поддерживает стандартное открытое вещание (Fta), а также быстрое подключение к Интернету. Этот 7-сегментный светодиодный дисплей можно найти в других декодерах FTA.
Текущая модель была доступна в трех вариантах: 500-s для спутникового вещания, 500-C для кабельного и 500-t для наземного вещания.
Модель dm500+ имеет увеличенный объем оперативной памяти на 96 МБ и флэш-памяти NAND на 32 МБ вместо 8 МБ флэш-памяти NOR. Это приближает ее к модели dm600 PVR. Она доступна только в DVB-s (спутниковой) версии.
Модель Moderna dm500hd была анонсирована в Кельне 26 мая 2009 года. Цена варьируется от 3 350 до 4 400 евро, что соответствует следующим характеристикам данной модели: наличие процессора bcm7405 MIPS частотой 400 МГц (вентилятор установлен над процессором), 64 МБ флэш-памяти и 256 Мб оперативной памяти, интерфейс e-sata для подключения внешних жестких дисков, современный HDMI-видеорегистратор./аудиовыход, аппаратное декодирование mpeg-2 / MPEG-4 (H. 264), SD / HD и один слот для смарт-карт. Moderna - единственная современная модель на данный момент, оснащенная несменным обновленным тюнером DVB-s / S2.

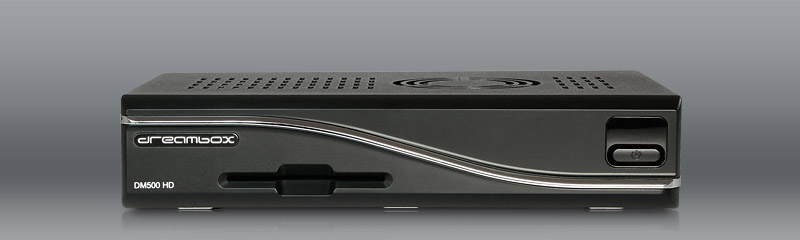
ресивер

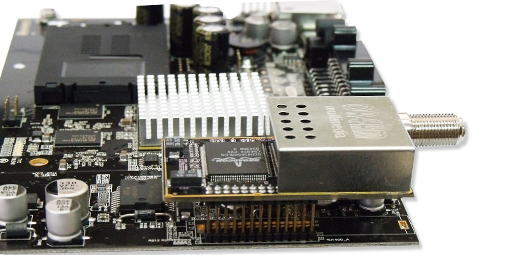
ресивер

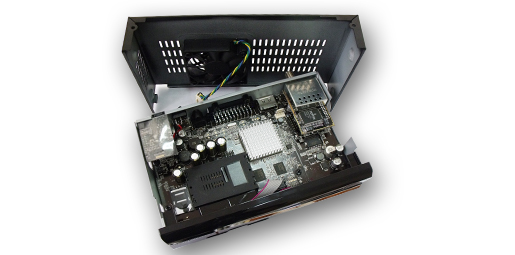
ресивер

### DM 7020
DM 7020 - это обновленная версия DM 7000 с 96 МБ оперативной памяти, 32 МБ флэш-памяти nand и радиочастотным модулятором. Также были внесены изменения в программную систему с использованием встроенного открытого исходного кода для операционной системы Linux.
Поскольку в этой модели мало флэш-памяти, основной загрузчик находится в ПЗУ и может восстановить поврежденный дополнительный загрузчик на флэш-память, запустив последовательный порт, на котором появится первая бета-версия Enigma 2 для этой модели.
DM 7020 HD V2 - один из лучших DreamBox на данный момент
Ресивер, который удовлетворит все потребности пользователей, как в спутниковом, кабельном, так и в наземном вещании.
Компания DreamMultimedia давно объявила на кабельном шоу Anga о создании модели dreambox DM 7020 HD, но ей пришлось столкнуться с незначительными проблемами, которые были устранены в процессе эксплуатации ресивера. Компания DreamMultimedia любезно предоставила всем своим официальным дистрибьюторам, включая компанию InterComService в России, первые готовые образцы для тестирования двухконфигурационного ресивера dm 7020 HD COMBO. Если рассматривать весь модельный ряд DreamBox HD, то Dm7020 HD по средней стоимости можно поставить между DreamBox 800 hdse и DM 8000 HD, а по техническим возможностям он, естественно, круче последнего. Модель dreambox DM 7020 HD была модифицирована, и ее основным отличием от предыдущих является 1 Гб флэш-памяти и 512 Мбайт оперативной памяти - такого объема рабочей памяти еще не было ни в одной модели ресиверов dreambox HD. Поэтому для установки в ресивер различных программных вложений памяти (Flash и RAM), как говорится, хватит и даже останется "выше крыши". Вторым главным отличием является сменный гибридный тюнер (DVB—C/T), который является гордостью производителя - такого также не было ни в одной модели dreambox. То есть ресивер предоставляется сразу для работы в трех режимах; как спутниковом, так и кабельном и tera одновременно, но по желанию пользователя вы всегда можете заменить DVB-C/T на второй спутниковый DVB-S2 и сделать двойной pvr-ресивер своими руками или выберите одну из 6 комбинаций тюнеров. Компания DreamMultimedia была первой, кто использовал такое универсальное решение для выбора тюнера.
Передняя панель
Пластиковая глянцевая чёрная передняя панель ресивера выполнена в фирменном стиле, за опрокидывающей крышкой встроены два слота для модулей условного доступа, два картаприёмника и USB-порт. На передней панели две кнопки для управления ресивером без пульта, разумеется после
того когда он будет полностью подготовлен к работе. Дисплей Ж/К, контрастный, черно-белый.
Задняя панель DreamBox 7020 HD оснащена разъемами • HDMI • Scart (TV) • 10/100 Mbit compatible Ethernet Interface • eSATA connector • 2x USB 2.0 port (1x front, 2x rear) • Mini-USB Service-Port • PNP DVB-S2 Tuner • PNP DVB-C/T Hybrid-Tuner • S/P-DIF optical digital audio out — ВСЕ необходимое для любого подключения к оборудованию присутствует.
Пульт универсальный и выполнен в новом современном дизайне. Расположение навигационных кнопок немного изменено, но по сути их функциональности остались прежними и работает на два устройства, телевизор и ресивер одновременно. В верхней части пульта индикатор разряда батареек. При нажатии срабатывает подсветка кнопок DREAM, TV, а с торцевой части светится логотип производителя. Продолжительность свечения лого Dreambox можно регулировать:. Держите кнопку ОК и кнопку DREAM нажатыми около 3 секунд. Кнопка DREAM-управление мигнет 3 раза. 2. Нажмите любую кнопку в цифровой области ПДУ. «0» означает выключить, 1-9 — время продолжительности в секундах. Питание от двух обычных батареек AA-1,5v. В отсеке для батареек два
переключателя ОN-1/КЕ-2 они предназначены для случая если в одной
комнате установлены два ресивера. Луч ИК-передатчика пульта настолько
сильный, что отражается от противоположной стены и попадает в приёмник.
Чтобы телевизор реагировал на пульт, нужно его сначала запрограммировать.
Для программирования существует три различных способа:
1. Программирование с помощью кода
2. Программирование в режиме поиска
3. Программирование в обучающем режиме
Тестирование 
  DreamBox 7020Hd включается в режиме мастера настройки (Wizard). Сначала пользователю предлагается настроить параметры подключения к AV-системе: Выбрать используемый видеовыход: HDMI SCART (RGB, CVBS или S-Video) SCART (YUV).
Выбрать выходное видеоразрешение: 480ip, 576ip, 720p, 1080i.
Настроить уровень яркости.
Настроить уровень контрастности.
```
Поскольку могут быть неверно установленные параметры видео входа на 
```

телевизоре, то может привести к отсутствию изображения на экране, производитель это предусмотрел и сделали автоматический выбор возможного подключения, чтобы пользователь смог подтвердить выбранный автоматическим образом режим. Также для удобства пользователя на индикаторе передней панели дублируется информация о выборе режимов
работы видеовыхода.
Следующим шагом провести настройку антенного входа и поиск каналов.
Меню настройки параметров антенны реализован в разных режимах:
Простой - в нём можно настроить один или несколько спутниковых позиций через
DiSEqC-переключатели или позиционер. Тем, кто собирается смотреть каналы
со спутника Eutelsat W4 36E стоит помнить, что установить или выбрать
частоты гетеродина в этом режиме нельзя. Поэтому, чтобы не возникало
непонятных моментов при первичной настройке, проще сразу пользоваться
расширенным режимом.
Расширенный - в этом режиме можно провести детальную настройку всех параметров для каждой спутниковой позиции в базе.
Поиск каналом можно проводить как по одному спутнику (транспондеру), так и по нескольким сразу.
В качестве одного из конкурентных преимуществ ресивера DM 800 HD SE приводится: в его памяти можно сохранить неограниченное количество
каналов.
На этом настройка завершается, ресивер переходит в режим просмотра каналов.
Работа Dreambox DM 7020 HD с моторизованной антенной по протоколам 1,2 и Usals во время тестирования — замечаний нет. Единственное о чём можно упрекнуть — это то, что ресивер не любит когда две антенны соединены переключателем в один кабель, а переключатель врезан очень далеко от конверторов. В этом случае тюнер может вообще не получать сигнал с антенны.
Меню ресивера  Dreambox DM 7020 HD и его оформление не отличается от остальных моделей, можно выбрать любой из представленных языков перевода. Скорость перемещения по меню, да и вообще скорость работы ресивера с процессором 400МГц приятно удивляет. Можно выбирать различные скины, загрузив их с
сервера через интернет, а для продвинутых пользователей можно создавать
свои собственные оболочки.
```
Для подключения Dreambox DM 7020 HD к
```

Интернету не потребуется никаких дополнительных устройств или
приспособлений. Просто во время настройки подсоедините к Ethernet-порту сетевой кабель. При желании возможно организовать и Wi-Fi соединение,
для этого нужно просто подключить Wi-Fi модуль доступа в любой из трёх USB порт.
Запись и редактирование. 
нДля расширения функциональных возможностей ресивер Dreambox DM 7020 HD ужно оснастить специальные плагинами и утилитами. Список дополнительных
программ огромный и постоянно обновляется, любой плагин или утилиту
загружается с сервера DreamMultimedia через интернет, а потом можно активировать их в ресивере. Менеджер загрузки позволяет устанавливать два имиджа и при этом загружать ресивер можно как с официального софта, так и
с пробного альтернативного варианта. Наиболее известны два менеджера
загрузки — это BarryAllen и MeoBoot.
E-mail
 Чтобы не пропустить ни одного Вашего важного электронного сообщения можно использовать в
ресивере Dreambox DM7020 HD приложение Emailclient -это приложение умеет не только принимать эл. почту по протоколам IMAP и POP3, но и
уведомлять об получении пользователя во время просмотра всплывающими сообщениями на экране телевизора или передней панели ресивера Dreambox
DM 7020 HD. Для удобства пользования ресивером, можно подключить
беспроводную клавиатуру, которая работает как обычная пультовка на ИК
передатчике.
В Dreambox DM7020 HD, есть множество приложений в
том числе торрент-клиент Через менеджер пакетом Blue Panel можно установить модные сейчас функции «eTorrent», «Youtube». Меню параметров
торрента- клиента позволяет делать необходимые настройки: — Выбирать место в файловой системе куда следует загружать файлы; — Ограничивать
скорость раздачи; — Менять ID клиента на случай, если торрент трекер имеет ограничение на использование.
В Интернете есть много
сайтов и специализированных форумов, посвященных ресиверам Dreambox HD,
где обладатели Dreambox могут пообщаться между собой, обменяться опытом
использования, там же загрузить новые версии программного обеспечения,
плагины и другие полезные утилиты.
```
Dreambox DM 7020 HD, как собственно и все модели, работает под
```

управлением OS Linux (открытый код)/ Enigma 2.

### DM 7025, DM 7025+

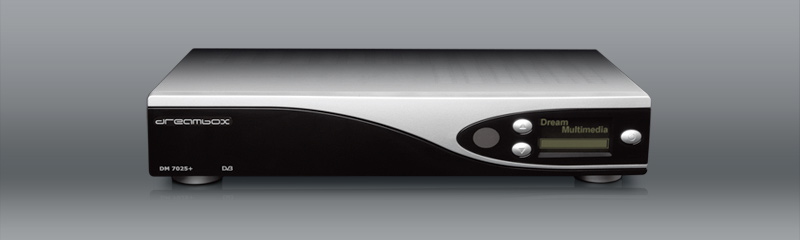
ресивер

DM 7025 схож с DM7020. Единственное преимущество DM7025, в наличии второго тюнера, который позволяет смотреть один транспондер и одновременно записывать другой. Можно также изменить тип тюнера, выбирая между Спутниковым, Кабельным или Эфирным вещанием.
Состоит из системы на чипе 226 Xilleon от ATI, и процессор частотой 300 МГц от MIPS CPU вместо традиционного PowerPC, свойственных другим моделям, и имеет 128 Мб оперативной памяти(ОЗУ). Он использует Enigma 2, что является полностью переписанной оригинальной версией Enigma, и до сих пор переживает болезнь роста (нехватки места для прошивки и дополнений). Enigma2 основана на Python вместо кода C.
Модель DM 7025+ имеет дисплей с органическими светоизлучающими диодами (OLED) вместо ЖК, а также кнопку выключения на Common Interface и улучшенный блок питания.

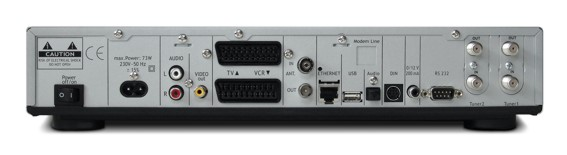
ресивер

.

### DM 600 PVR
По размерам DM 600 PVR также небольшой, что и DM 500, но включает в себя интерфейс IDE, что позволяет добавить внутренний 2,5 жесткий диск от портативного компьютера, ресивер распознает только 5600rpm дисков. Снаружи появляется разъем выхода S-Video и аналоговый порт модема. Он построен на том же интегрированном контроллере IBM STBx25xx, но имеет 32 Мб флэш-памяти и 96 Мб оперативной памяти ОЗУ, из которых 64 Мб доступны пользователю. Можно изменить тип тюнера между спутниковым, эфирным и кабельным вещанием.

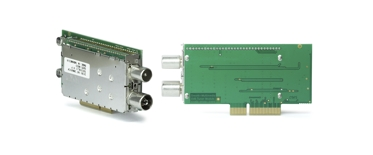
тюнер

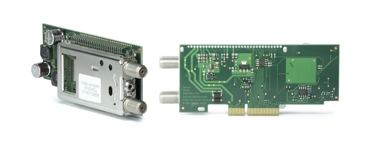
тюнер

Добавляется ещё один разъем SCART и 7-сегментный дисплей LED, всего в 2 состояния LED. Поставляемый ПДУ один и тот же, что и на 7000, 7020 и 7025 и также позволяет управлять телевизором.

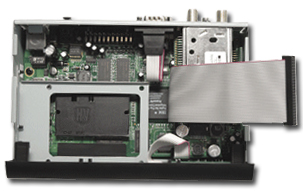
ресивер

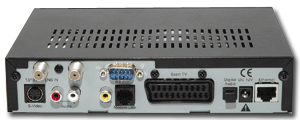
ресивер

### DM 800HD PVR / DM 800 HD se

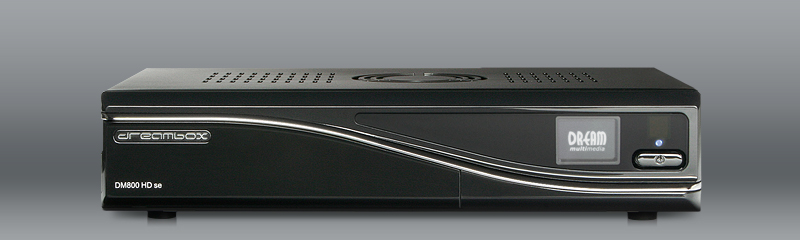
ресивер

По сути Dreambox 800, это версия высокой четкости ресивера DM 600, работая с одним подключаемым тюнером DVB (S/S2, C, T, или гибридный C/T), с процессором MIPS в 300 МГц, 64 Мб флэш-памяти, 256 Мб оперативной памяти и места для SATA 2,5 в диске. Она также имеет один кабель DVI HDMI, два разъема USB 2.0, один ESATA и один 10/100Mbit совместимый сетевой интерфейс.
DM 800HD SE был выпущен в конце 2010 года. Основные отличия DM800HD SE является процессор 400 МГц MIPS, разъем HDMI и цветной дисплей OLED.

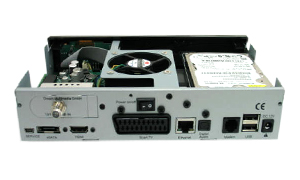
ресивер

### DM 8000 HD PVR

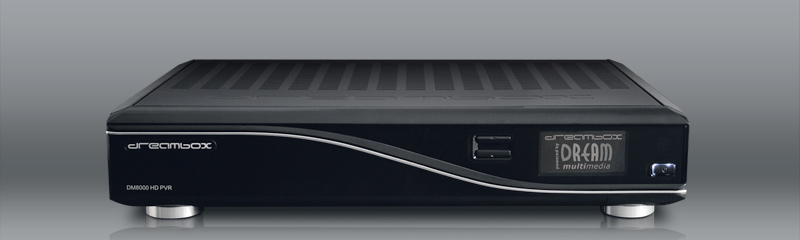
ресивер

Dreambox 8000 это ресивер высокой четкости с записью и возможностью установки DVD привода. Как и DM-7025, он поддерживает подключаемые модули тюнера DVB-T,DVB-C,DVB-S2. В дополнение к высокой четкости, у него есть обновления для привода DVD (слот). Также присутствует USB 2.0. Имеет один DVI-порт, но с помощью прилагаемого кабеля DVI HDMI вы получаете HDMI видео.
Хотя первоначально объявили о его доступности в начале 2007 года, все-таки дата выпуска была перенесена. Затем продукт начал поставки в 12.12.2008. Планируемые возможности были также пересмотрены. Первоначально, эта модель должна была иметь 128 Мб оперативной памяти (сейчас 256), 32 Мб флэш-памяти (в настоящее время 256 Мб) и 300 МГц процессор (в настоящее время 400 МГц Broadcom 7400). Другие HD ресиверы на основе Linux стали доступны в то же время.
В июне 2012 года DREAM MULTIMEDIA объявила о прекращении производства DM 8000 HD PVR, из-за отсутствия некоторых электронных компонентов. Было также объявлено, что никакого другого преемника не будет разработано, пока DREAM MULTIMEDIA работает c Проект Голиаф

## Проект "Goliath"
В июне 2012 года был анонсирован проект Goliath, который, по заявлению Dream Multimedia, представляет собой совершенно новый аппаратно-программный продукт, объединяющий в себе все функции успешной серии Dreambox.
Проект Goliath включает в себя альтернативное встроенное программное обеспечение и дополнения. Официальное распространение Dreambox возможно в основном под лицензией GNU General Public License (GPL) и использует стандартные Linux API-интерфейсы, включая Linux DVB API и Linux Infrared Remote Control (LIRC).
Несколько моделей (7025, 800 и 8000) используют GStreamer в качестве мультимедийной платформы, конфигурация которой позволяет энтузиастам изменять её функции, особенно в части так называемого изображения.

## Плагины
Существует множество плагинов, которые расширят возможности Dreambox. Например, плагин dreamnetcast позволяет слушать большое количество интернет-радиостанций. Плагин Vlc Media Player воспроизводит потоковое видео. Любители игр найдут для себя развлечение во время акции. Кроме того, в Интернете широко распространены неофициальные модули условного доступа, с их помощью имитируют модули кодирования (системы ca) NDS (VideoGuard), Irdeto, Conax, Nagravision, Viaccess и других производителей. Эмуляторы позволяют просматривать карту абонента без модуля доступа
в кард-ридере. Некоторые владельцы ресиверов dreambox используют эмуляторы для бесплатной карты (для просмотра пиратских файлов). Существует множество типов эмуляторов кодирования для получателей Dreambox, таких как Camd3, Novkamd, mgcamd, EvoCamd, CamX, cccam, использование которых является незаконным и уголовно наказуемым[где?]. DREAM MULTIMEDIA официально не признает такую программу и не распространяет гарантию на оборудование с установленной "пираткой"

## Клоны
Клоны Dm500-s широко распространены. В результате, чтобы предотвратить дальнейшую подделку, Dream Multimedia представила dm500+ с некоторыми модификациями.
Существуют также клоны dm500 и dm800, разработанные примерно на том же SoC-чипе IBM и, следовательно, обладающие теми же или чуть большими функциями, но они не продаются под брендом dreambox (например, Envision 500S с 48 мегабайтами оперативной памяти вместо 32, а также Eagle box или Linbox 5558, также выпускаемые под брендом Dreambox). выпускается в кабельном исполнении 500C). Они продаются по розничной цене, близкой к цене устройств, не поддерживающих Linux. Поскольку они содержат копию защищенного авторским правом программного загрузчика оригинального DM500, соответственно, подлинность этих устройств вызывает сомнения.

В апреле 2008 года DREAM MULTIMEDIA выпустила свою последнюю версию "бомбы замедленного действия", чтобы отключить загрузчик на поддельных моделях. Неофициальная группа, разработавшая прошивку Gemini, используя последнюю версию драйверов, обнаружила, что загрузка нового элемента O приводит к сбою работы клона приемника dm500-s. Из-за того, что клоны заполонили развивающиеся рынки, DREAM MULTIMEDIA закрыла исходный код для написания программного обеспечения от независимых групп, которые делали это раньше.

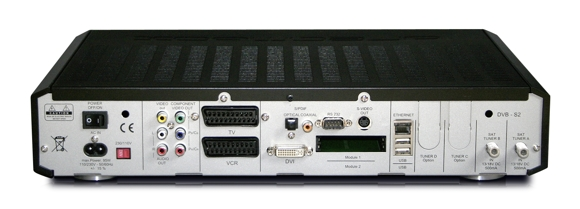
ресивер

С 10 июня 2009 года внедрена система аутентификации ресиверов, позволяющая проверять их подлинность непосредственно при покупке. Для защиты от приобретения поддельных устройств рекомендуется использовать утилиту Genuine Dreambox, которая распознаёт клоны. Для активации функции необходимо подключить ресивер к интернету, войти в главное меню, выбрать раздел «плагины», установить курсор на Genuine Dreambox и подтвердить выбор. На экране отобразится уникальный код XXXX-XXXX-XXXX, который следует ввести на официальном сайте производителя в разделе «сертификация» (ZERTIFIZIERUNG). После ввода кода система проверит оригинальность ресивера на основе серийного номера.
Остерегайтесь подделок, практически на все модели DreamBox существуют клоны

## Новинка спутниковый ресивер DreamBox DM820 HD (дримбокс 820 HD)

### Краткое описание и характеристики DreamBox DM820 HD
Модель DM820HD представлена в уже привычном для глаза фирменном стиле. Ресивер получил двойной прирост мощностей и производит большой фурор в отличие от последних трех моделей серии DM800.
7.000 MIPS Dual Core двух- ядерный процессор, 2 ГБ оперативной памяти, Gigabit Ethernet и HDMI 1.4, высокое разрешение изображения Bewegtbilder — то есть отличная картинка в движении, Два USB-порта для внешних накопителей и дополнительных устройств. После подключения внешнего или встроенного жесткого диска возможности ресивера увеличиваются в области Mediensystem. Ресивер имеет слот для сменных тюнеров, что позволяет пользователю примнимать цифровое телевидение через спутник, эфирную антенну или кабель.